# Владимиров, Михаил Григорьевич
Михаил Григорьевич Владимиров (1918—1992) — майор Советской Армии, участник Великой Отечественной войны, Герой Советского Союза (1944).

## Биография
Михаил Владимиров родился 21 ноября 1918 года в селе Красная Поляна (ныне — Песчанокопский район Ростовской области) в крестьянской семье. Получил среднее образование. В 1938 году Владимиров был призван на службу в Рабоче-крестьянскую Красную Армию. В 1940 году он окончил военное авиационное училище штурманов в Краснодаре. С начала Великой Отечественной войны — на её фронтах.
К октябрю 1944 года капитан Михаил Владимиров был штурманом эскадрильи 108-го авиаполка 36-й авиадивизии 8-го авиакорпуса Авиации дальнего действия. К тому времени он совершил 256 боевых вылетов. С 22 ноября 1943 года по 20 февраля 1944 года Владимиров входил в состав опергруппы «Север-3», базировавшейся на аэродроме под Мурманском. В ночь с 10 на 11 февраля 1944 года он в качестве штурмана экипажа старшего лейтенанта Константина Платонова участвовал в бомбардировке линкора «Тирпиц».
Указом Президиума Верховного Совета СССР от 5 ноября 1944 года за «мужество и героизм, проявленные в боях с немецкими захватчиками» капитан Михаил Владимиров был удостоен высокого звания Героя Советского Союза с вручением ордена Ленина и медали «Золотая Звезда» за номером 5253.
Всего же за годы войны Владимиров совершил 267 боевых вылетов. В 1952 году в звании майора он был уволен в запас. В 1960 году Владимиров окончил Всесоюзный институт пищевой промышленности. Проживал в городе Новоалександровске Ставропольского края, работал в крайколхозстрое. Скончался 12 декабря 1992 года.
Был награждён двумя орденами Ленина, орденом Октябрьской Революции, двумя орденами Красного Знамени, орденом Отечественной войны 1-й степени, а также рядом медалей.

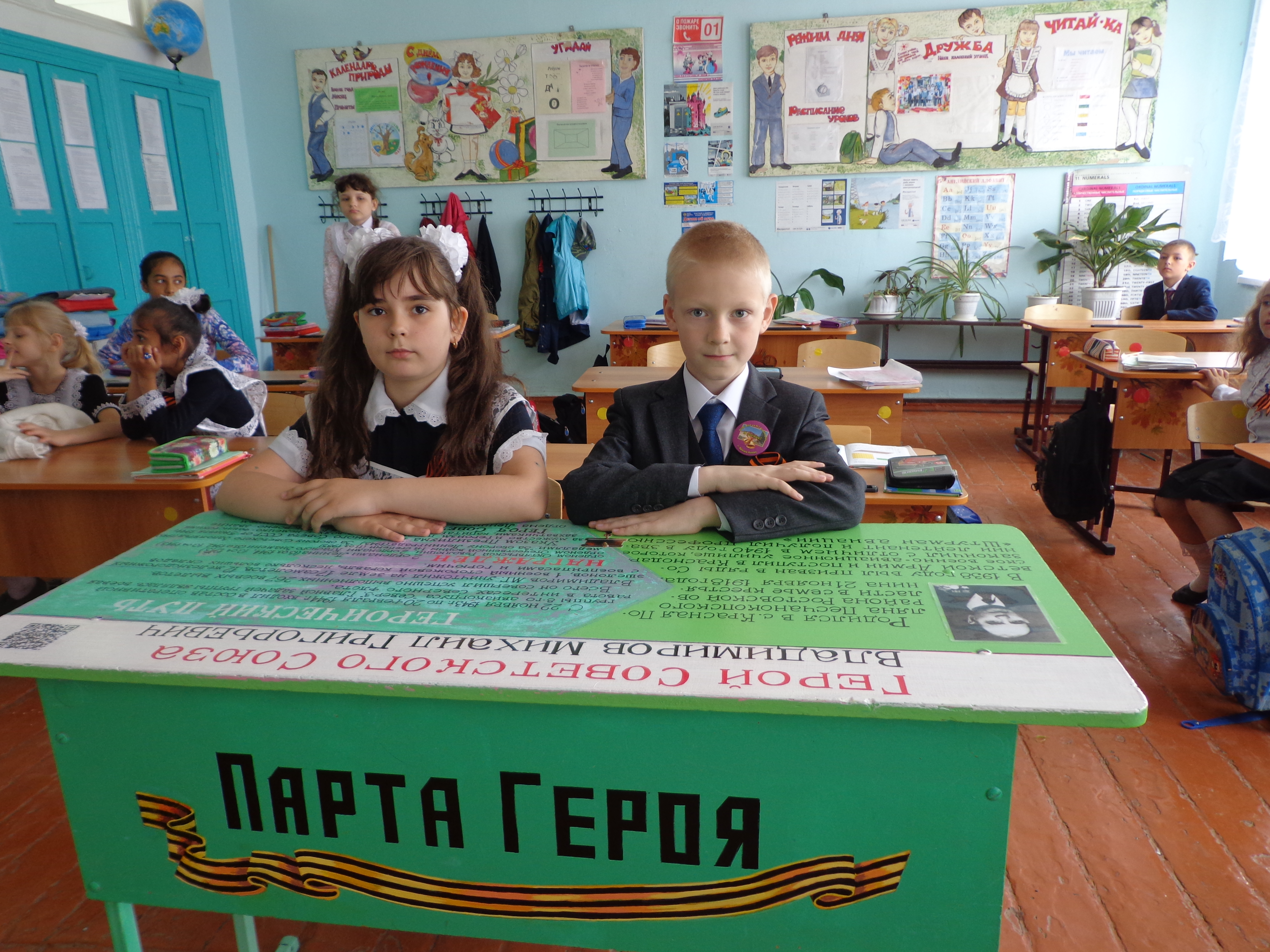
Парта Героя — посвященная Герою Советского Союза Михаилу Григорьевичу Владимирову в селе Красная Поляна

## Память
- Именем Владимирова названа улица в селе Красная Поляна.
- В 2018 году в школе где он учился была установлена «Парта Героя», посвященная жизни и подвигу знаменитого земляка, почётного права сидеть за партой Героя будут удостаиваться лучшие ученики школы[2].
- Мемориальная доска в память о Владимирове установлена Российским военно-историческим обществом на здании Краснополянской средней школы, где он учился.